# Andrew Loomis
Pour les articles homonymes, voir Loomis.
William Andrew Loomis (15 juin 1892, Syracuse, État de New York – 25 mai 1959) est un illustrateur américain.
Né dans l'État de New York, il passa la majeure partie de sa carrière à Chicago. Il fut l’élève de George Bridgman durant sa formation au Art Students League of New York. On se souvient surtout de lui aujourd’hui pour une série de livres sur l’apprentissage du dessin qui continue d’influencer des artistes réalistes tels que : Alex Ross, Steve Lieber ou Steve Rude. Ce dernier nomma même l’un des personnages de sa série de bandes dessinées Nexus « General Loomis ».

## Bibliographie

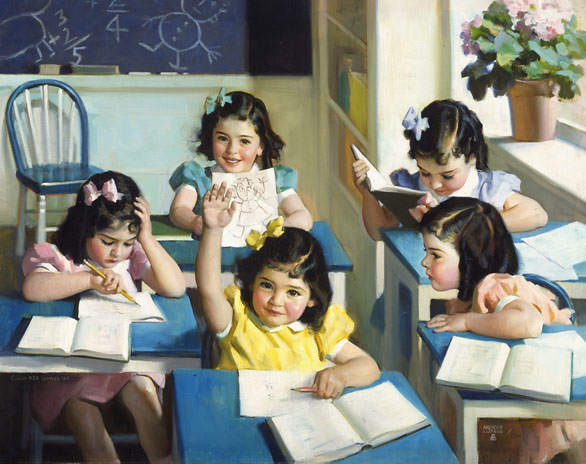
Peinture d'Andrew Loomis de 1938 représentant les sœurs Dionne.